# Jefim Gołyszew
Jefim Gołyszew, ros. Ефи́м Го́лышев (ur. 8 września?/20 września 1897 w Chersoniu, zm. 25 września 1970 w Paryżu) – rosyjski kompozytor i malarz.

## Życiorys
Uczył się gry na skrzypcach u Leopolda Auera w Odessie. W 1909 roku w związku ze wzrostem nastrojów antysemickich w Rosji wyjechał do Berlina, gdzie studiował w Stern’sches Konservatorium i poznał Ferruccio Busoniego. Ukończył także studia chemiczne. Po dojściu do władzy nazistów w 1933 roku opuścił Niemcy i wyjechał do Portugalii, a następnie do Hiszpanii. Jego prace z okresu berlińskiego zostały skonfiskowane przez władze i w większości zaginęły, znaczna część wywiezionych przez kompozytora przepadła też w trakcie hiszpańskiej wojny domowej. W 1939 roku wyjechał do Paryża, gdzie po klęsce Francji został internowany przez reżim Vichy. W 1956 roku wyemigrował do Brazylii, gdzie pracował w São Paulo jako chemik i aranżer dźwięku, poświęcając się głównie malarstwu. Od 1966 roku przebywał ponownie w Paryżu.

## Twórczość
Był jednym z prekursorów dodekafonii, działającym niezależnie od twórców szkoły wiedeńskiej. Pierwsze próby z techniką dwunastotonową podjął już w 1914 roku w Kwartecie smyczkowym. Jego poemat symfoniczny Das eisige Lied, wykonany w Berlinie w 1920 roku, był pierwszą zaprezentowaną publicznie kompozycją dodekafoniczną. W czasie pobytu w Berlinie związał się ze środowiskiem dadaistów, był jednym z sygnatariuszy manifestu grupy, a podczas wystawy dadaistów 30 kwietnia 1919 roku zaprezentował swoją „anty-symfonię” Musikalische Kreisguillotine.
Pomimo swoich prekursorskich prób nie zdołał stworzyć pełnej i spójnej artystycznie wizji techniki dodekafonicznej. Jego koncepcje wywarły jednak wpływ na twórczość Herberta Eimerta.